# Nature Always Wins
Nature Always Wins è il settimo album in studio del gruppo indie rock inglese Maxïmo Park. È stato pubblicato il 26 febbraio 2021 e ha raggiunto il numero due nella classifica degli album del Regno Unito, posizionandosi al livello di Our Earthly Pleasures (2007) come l'album con le classifiche più alte della band. L'album è stato accolto positivamente dalla critica musicale, che lo ha paragonato favorevolmente ai primi album della band.

## Composizione
L'album è stato prodotto durante la pandemia COVID-19 ed è stato il primo di Maxïmo Park come trio, dopo la partenza del tastierista Lukas Wooller. Wooller si era trasferito in Australia con sua moglie. L'album è stato prodotto dal produttore di Atlanta Ben H. Allen, che ha collaborato a distanza con la band di Newcastle upon Tyne durante la pandemia.
Il brano Why Must a Building Burn attacca la risposta del governo all'incendio della Grenfell Tower nel 2017. La canzone fa riferimento anche all'ex merchandiser della band Nick Alexander, ucciso nell'attacco alla sala da concerto del Bataclan. Tracce come Versions of You, Ardour e Baby, Sleep sono state ispirate dalle nuove responsabilità del frontman Paul Smith come padre. Ardour, una canzone sulla genitorialità, presenta Pauline Murray del gruppo punk rock Penetration. Maxïmo Park era amico da tempo di Murray, avendo provato in uno studio chiamato Polestar di sua proprietà. Smith ha detto che il nome dell'album deriva da un verso della traccia finale Child of the Flatlands, sulla natura che rivendica lentamente la periferia di una città. Ha detto che i recenti disastri naturali gli hanno insegnato che l'umanità è in balia della natura.

## Tracce
1. Partly of My Making – 4:03
2. Versions of You – 4:37 (Smith, Lloyd, English, Ben Allen)
3. Baby, Sleep – 3:13
4. Placeholder – 2:48
5. All of Me – 3:41 (Smith, Lloyd, English, Allen)
6. Ardour (featuring Pauline Murray) – 3:17 (Smith, Lloyd, English, Jemma Freese)
7. Meeting Up – 3:51
8. "Why Must a Building Burn? – 3:02 (Smith, Lloyd, English, Paul Rafferty)
9. I Don't Know What I'm Doing – 2:50
10. The Acid Remark – 3:32
11. Feelings I'm Supposed to Feel – 4:25
12. Child of the Flatlands – 5:16